# Arquitetura nagara

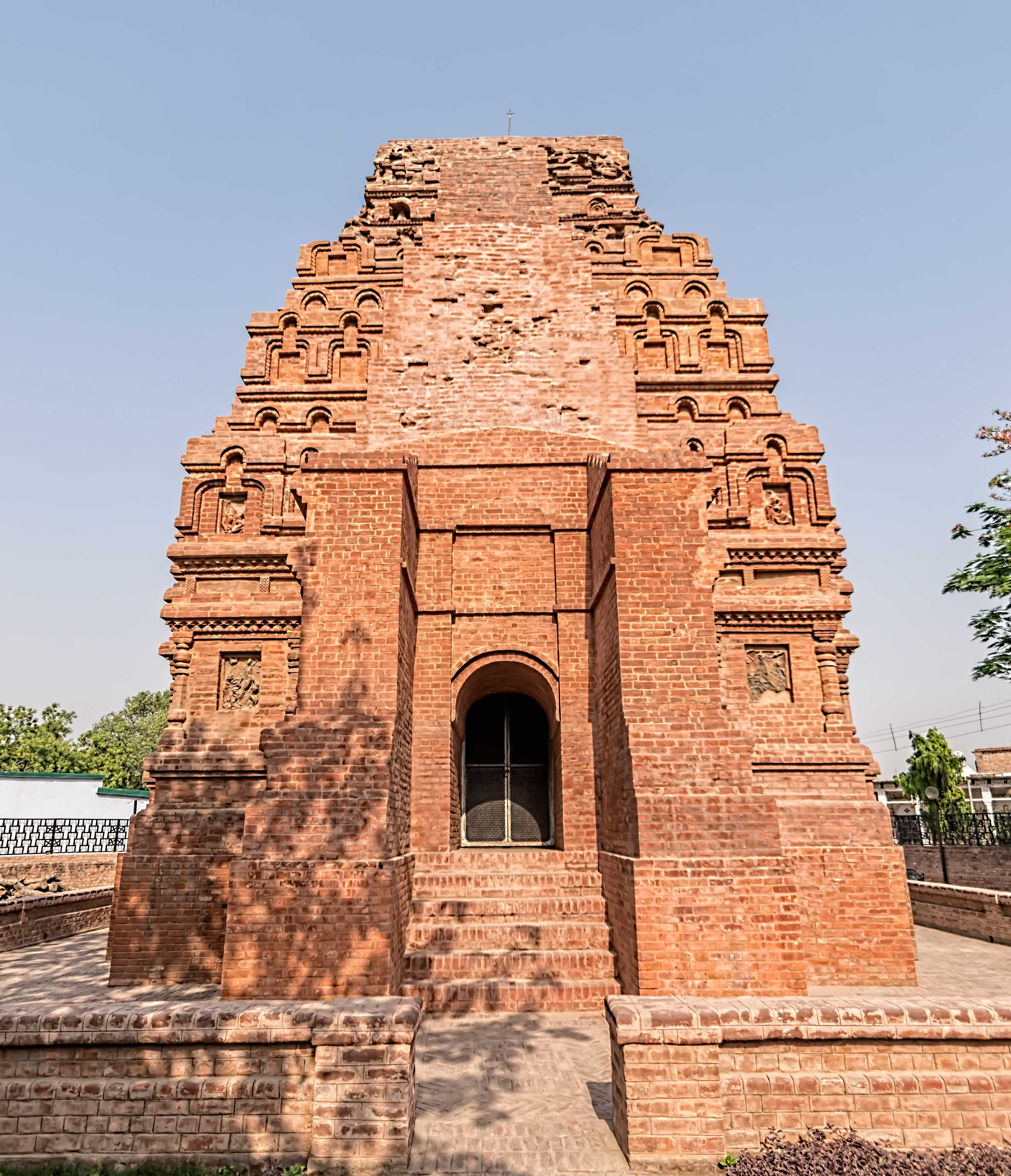
Templo Bhitargaon. Arquitetura nagara

Arquitetura nagara é um estilo arquitetônico de templos hindus predominante do norte da Índia, com origem na Dinastia Gupta. Suas características principais sãoː Shikhara (pináculo) curvilíneo e a planta quadrada e cruciforme.

## História
O estilo nagara de construção se originou durante a Dinastia Gupta. entre os séculos III d.C. e século VI d.C. A princípio, os templos eram construídos apenas com uma Shikhara e, com o passar do tempo, passaram a construir com várias Shikharas. Este estilo de construção passou a ser predominante no norte da índia até o século XIII. Muitos templos hindus foram derrubados durante as invasões muçulmanas, restando poucos exemplares deste estilo.

## Características
Os templos hindus em estilo nagara são construídos em plataformas elevadas com escadas, possuem Shikhara (pináculo), Garbagriha (sanctum sanctorum), Mandapa (hall de entrada) e amalaka (disco de pedra no topo). O Shikhara é semelhante ao pico de uma montanha e é gradualmente inclinado para dentro. Há variações regionais em suas construções.

## Tipologias

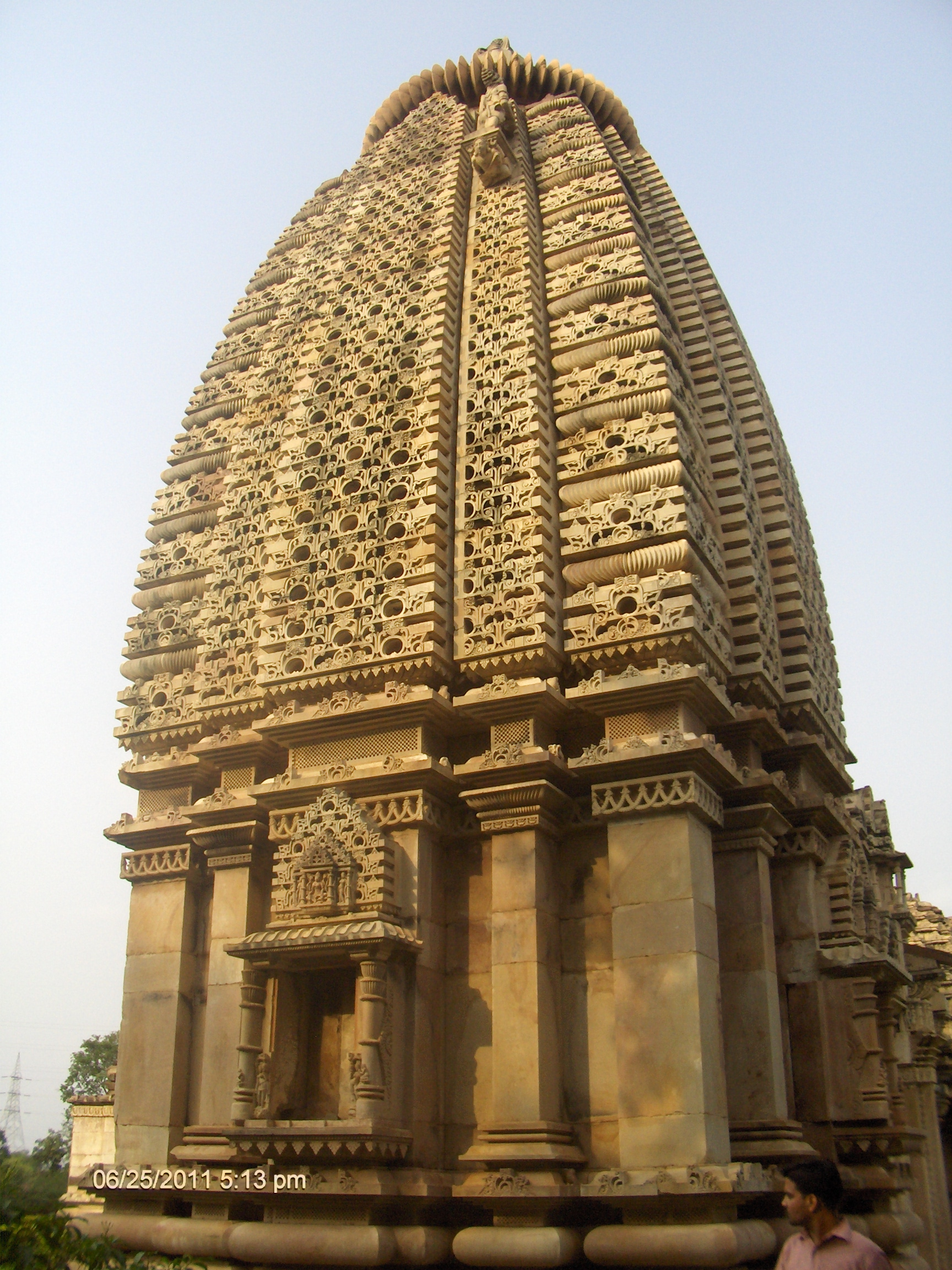
Templo Ghateshwar, Latina nagara

- Latina nagara ou Rekha-Prasad - É o tipo mais simples de nagara. Possui o Shikhara curvilíneo, de planta quadrada simples e com uma faixa larga que corre na parte central do topo da Jangha (parede) até o Griva (cobertura) projetando um pico de montanha. Este tipo de nagara pode ser observado no Templo Ghateshwar, em Badoli.[1][4]
- Bhumija nagara - Foi criada em Malwa sob a Dinastia Paramara. Possui o Shikhara alongado e curvilíneo, com vários Shikharas menores decrescendo o tamanho a cada nível até chegar ao topo. E geralmente possui a base em formato estrelar. Este tipo de nagara pode ser observado no Templo Mahanaleshwar. em Menal.[1][4] Templo Sahastrabahu. Shekhari nagara

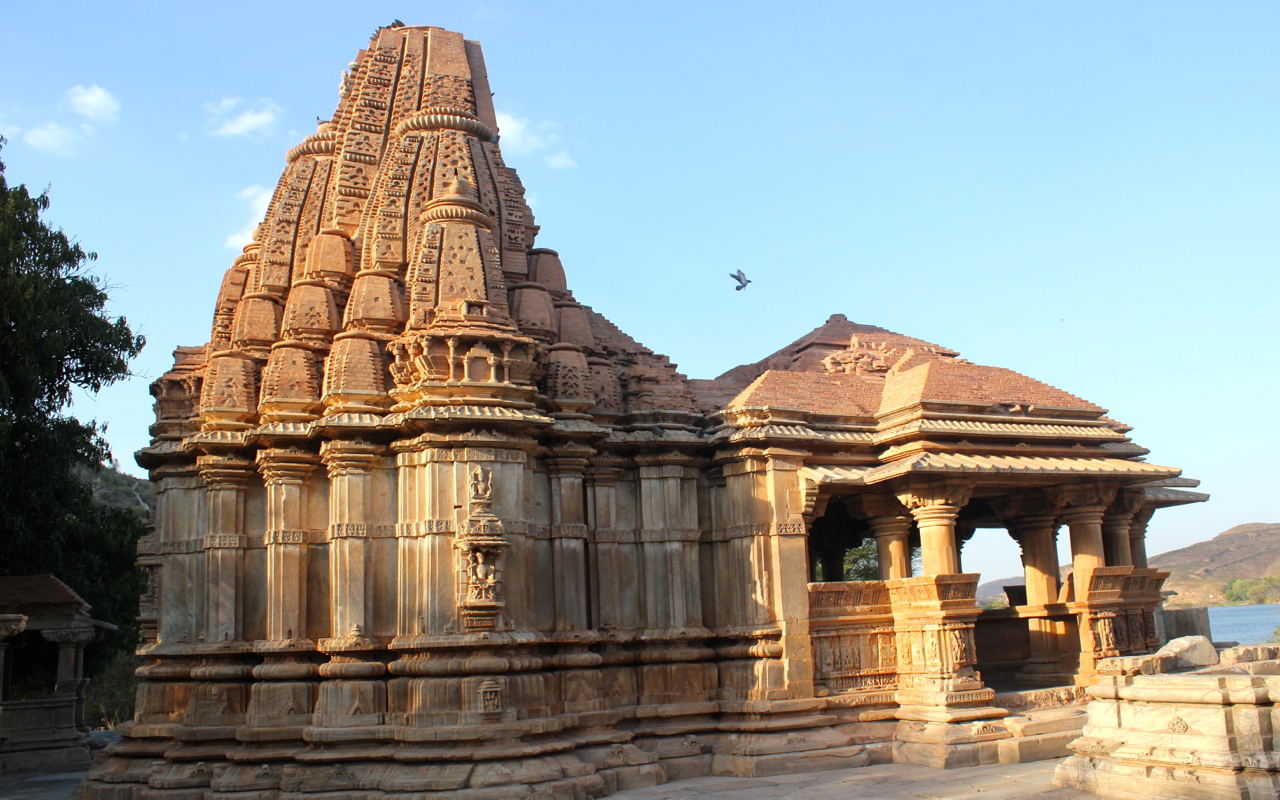
Templo Sahastrabahu. Shekhari nagara

- Shekhari nagara - O Shikhara principal possui vários Shikharas menores agrupados em uma ou mais fileiras nas laterais da torre, e sua planta é quadrada escalonada. Este tipo de nagara pode ser observado no Templo Sahastrabahu, em Udaipur.[1]
- Valabhi - Os templos são de planta retangular e possuem o Shikhara abobadados, iguais a um barril. Este tipo de nagara pode ser observado no Templo Teli Ka Mandir, em Gwalior.[4]
- Phamsana - São curtas e amplas. O Shikhara possui várias lajes que sobem com uma inclinação suave. Este tipo de nagara pode ser observado no Jagmohan do Templo Konark.[4]

## Variações regionais
- Himavan[4]
- Himadri[4]
- Madhya Desa[4]
- Magadha Desa[4]
- Jejakabhuti[4]
- Dahala Desa[4]
- Dakshina Kosala[4]
- Dasarna Desa[4]
- Malwa[4]
- Kalinga Desa[4]
- Saindhava/Maitraka[4]
- Maha Gurjara[4]
- Maha Maru[4]
- Maru Gurjara[4]
- Hemadpanthi[4]
- Karnata Nagara[4]

## Sub-escolas da arquitetura
- Escola Odisha - Os templos foram construídos durante o Império Kalinga. O Shikhara é chamado de deul, possui forma quadrada e sobe verticalmente reto, na parte inferior. Na parte superior, começa a curvar para o centro e tem formato cilíndrico. O Mandapa não recebeu pilares para apoio do telhado, foram utilizadas vigas de ferro. A parte externa do templo recebe decorações esculpidas elaboradas e a parte interna é simples. Foram construídas paredes externas como no estilo dravidiano.[3][5]
- Escola Chandel ou Khujuraho - Foram 85 templos patrocinados pelos reis Chandel de Bundelkhand, durante os séculos X e XI. Atualmente, só restam 22 templos. O padrão dos templos Chandala é possuir como um todo o Shikhara, o Garbagriha e o Mandapa e usar arenito em suas construções. O Shikhara principal é curvado desde sua parte interior e há Shikhara menores acopladas na principal. O Garbagriha e o Mandapa recebem Shikharas menores, que vão aumentando de tamanho progressivamente até a principal. As paredes, tanto externa quanto as internas, foram decoradas com esculturas bem trabalhadas, geralmente com temas eróticos.[3][5]
- Escola Solanki ou Maru-Gurjara - Foram templos patrocinados pelos reis Solanki de Gujarat e mais tarde pelos reis Chalukya, durante os séculos XI a XIII. São parecidos com os templos Chandel, mas recebem um teto esculpido bem elaborado e decorações detalhadas, exceto no Garbagriha. Foi usado arenito, basalto preto e mármore macio em suas construções. Há a presença de Surya-kund (tanques com degraus) nas proximidades do templo, onde foram construídas pequenos templos com esculturas em madeira em seus degraus. Alguns templos possuem esculturas nos lados interno e externo das paredes.[3][4][5]